# Michail Makarowitsch Saschin

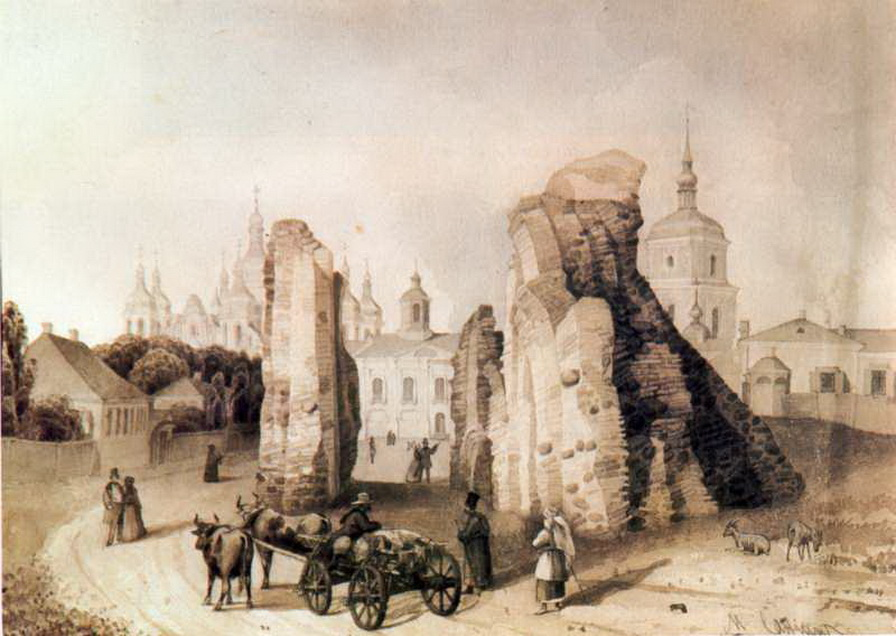
Die Ruinen des Goldenen Tors in Kiew; 1846, Nationales Museum Taras Schewtschenko, Kiew

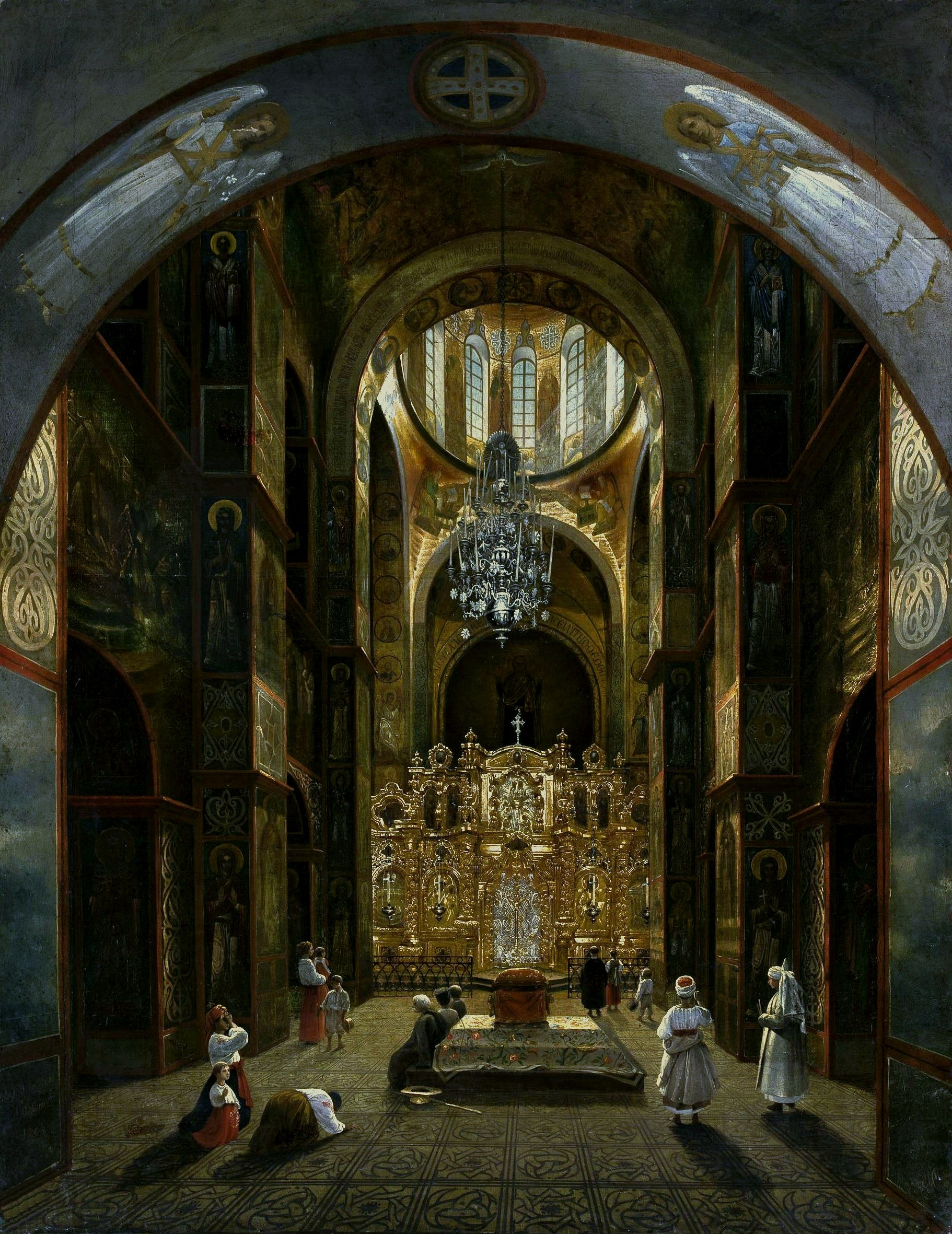
Innenraum der Sophien-Kathedrale in Kiew; 1854, Nationalmuseum Warschau

Michail Makarowitsch Saschin (russisch Михаил Макарович Сажин; * 1818 in Galitsch, Gouvernement Kostroma, Russisches Kaiserreich; † 1885 in Omsk, Russisches Kaiserreich) war ein russischer Landschaftsmaler.

## Leben
Michail Saschin studierte zwischen 1834 und 1840 an der Russischen Akademie der Künste in Sankt Petersburg, deren Akademiemitglied er 1855 wurde.
1844 zog er in die Ukraine, traf in Kiew Taras Schewtschenko, den er vermutlich bereits aus Sankt Petersburg kannte, und arbeitete mit ihm zusammen. Mit Schewtschenko bewohnte er von 1846 bis zu dessen Verhaftung 1847, nahe dem Majdan im Zentrum Kiews, ein Haus, in dem sich heute das Literarische Gedenkhaus / Museum von Taras Schewtschenko (ukrainisch Літературно-меморіальний будинок-музей Тараса Шевченка), eine Filiale des Nationalen Museums Taras Schewtschenko, befindet.
Seine Gemälde befinden sich unter anderem im letztgenannten Museum, im Nationalen Kunstmuseum der Ukraine in Kiew, im Staatlichen Russischen Museum in Sankt Petersburg, sowie im Nationalmuseum Warschau. Ihm zu Ehren wurde 1962 in Kiew eine Straße benannt.